# Les 26 Commissaires
Pour plus de détails, voir Fiche technique et Distribution.
Les 26 Commissaires (en russe : Двадцать шесть комиссаров, Dvadtsat shest komissarov) est un film soviétique de Nikolaï Chenguelaia sorti en 1933 et inspiré d'un fait authentique.

## Synopsis

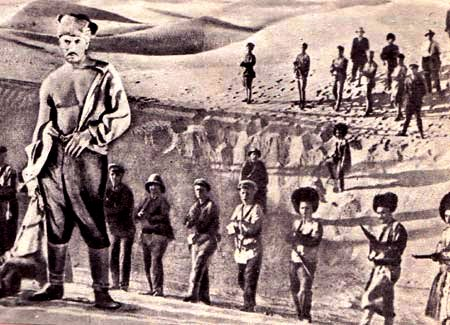
Auteur:Союзфильм Fait en 1933

Au printemps 1918, la population de Bakou (Azerbaïdjan) vit des moments difficiles. La ville est coupée du reste du pays. La faim commence à sévir et la situation se complique encore avec l'attaque des armées germano-turques. Les mencheviks cherchent à composer avec les troupes anglaises. Les bolcheviks dénoncent cette attitude comme une trahison. Soutenues par les Anglo-américains, les armées anti-révolutionnaires prennent la direction de Bakou et font arrêter et déporter dans le désert du Turkménistan vingt-six commissaires bolcheviks. Ceux-ci sont ensuite exécutés. Mais le rapport de forces s'inverse : le prolétariat de Bakou, galvanisé par les victoires des troupes soviétiques, reprend le contrôle de la ville…

## Fiche technique
- Titre du film : Les 26 Commissaires
- Titre original : Двадцать шесть комиссаров (Dvadtsat chest komissarov)
- Production : Azerkino
- Réalisation : Nikolaï Chenguelaia
- Scénario : Aleksandr Rjechevski, N. Amiragov, N. Chenguelaia
- Photographie : Evgeni Schneider - Noir et blanc
- Son : Film muet
- Décors : Viktor Aden
- Durée : 110 minutes
- Pays d'origine :  Union soviétique ( Géorgie,  Russie,  Azerbaïdjan)
- Date de sortie : 19 février 1933

## Distribution
- K. Gasanov : Stepan Chaoumiane
- Melikov-Ali Sottar : le bolchevik
- Baba-Zade : Azizbekov
- Hairi Emir-Zade : un commissaire
- Ivan Kliukvin : Petka
- Vassili Kovrigin : Vaska, le marin
- Mikhaïl Jarov : le menchevik
- Veriko Andjaparidze : la femme d'un ouvrier
- Igor Savtchenko : le chef des socialistes-révolutionnaires
- Vladimir Gardine : le citoyen au chrysanthème